# 4753 Phidias
4753 Phidias è un asteroide della fascia principale. Scoperto nel 1977, presenta un'orbita caratterizzata da un semiasse maggiore pari a 2,5465059 UA e da un'eccentricità di 0,0671152, inclinata di 4,31281° rispetto all'eclittica.